# IC 3303
IC 3303 је елиптична галаксија у сазвјежђу Дјевица која се налази на листи објеката дубоког неба у Индекс каталогу.
Деклинација објекта је + 12° 42' 54" а ректасцензија 12h 25m 15,2s. Привидна величина (магнитуда) објекта IC 3303 износи 13,7 а фотографска магнитуда 14,7. IC 3303 је још познат и под ознакама UGC 7500, MCG 2-32-35, CGCG 70-60, VCC 781, PGC 40485.